# Joe Principe
Joe Principe (14. listopadu 1974) je americký hudebník. Je baskytaristou, doprovodným zpěvákem a společně s Timem McIlrathem i zakladatelem punk rockové skupiny Rise Against. Je také významným vegetariánem a ochráncem práv zvířat.